# Polioptila schistaceigula
Polioptila schistaceigula е вид птица от семейство Polioptilidae.

## Разпространение
Видът е разпространен в Еквадор, Колумбия и Панама.